# Hôtel de Villeroy (rue des Bourdonnais)
El hôtel de Villeroy, antiguo Hôtel de la Poste, u hôtel de Villeroy Bourbon es un hôtel particulier del I Distrito de París, Francia ubicado en el número 34 de la rue des Bourdonnais, y tiene una segunda entrada por 9, rue des Déchargeurs.
En el momento de su construcción, discurría a lo largo de la rue de la Limace, que fue arrasada en 1868 para crear la rue des Halles.

## Descripción

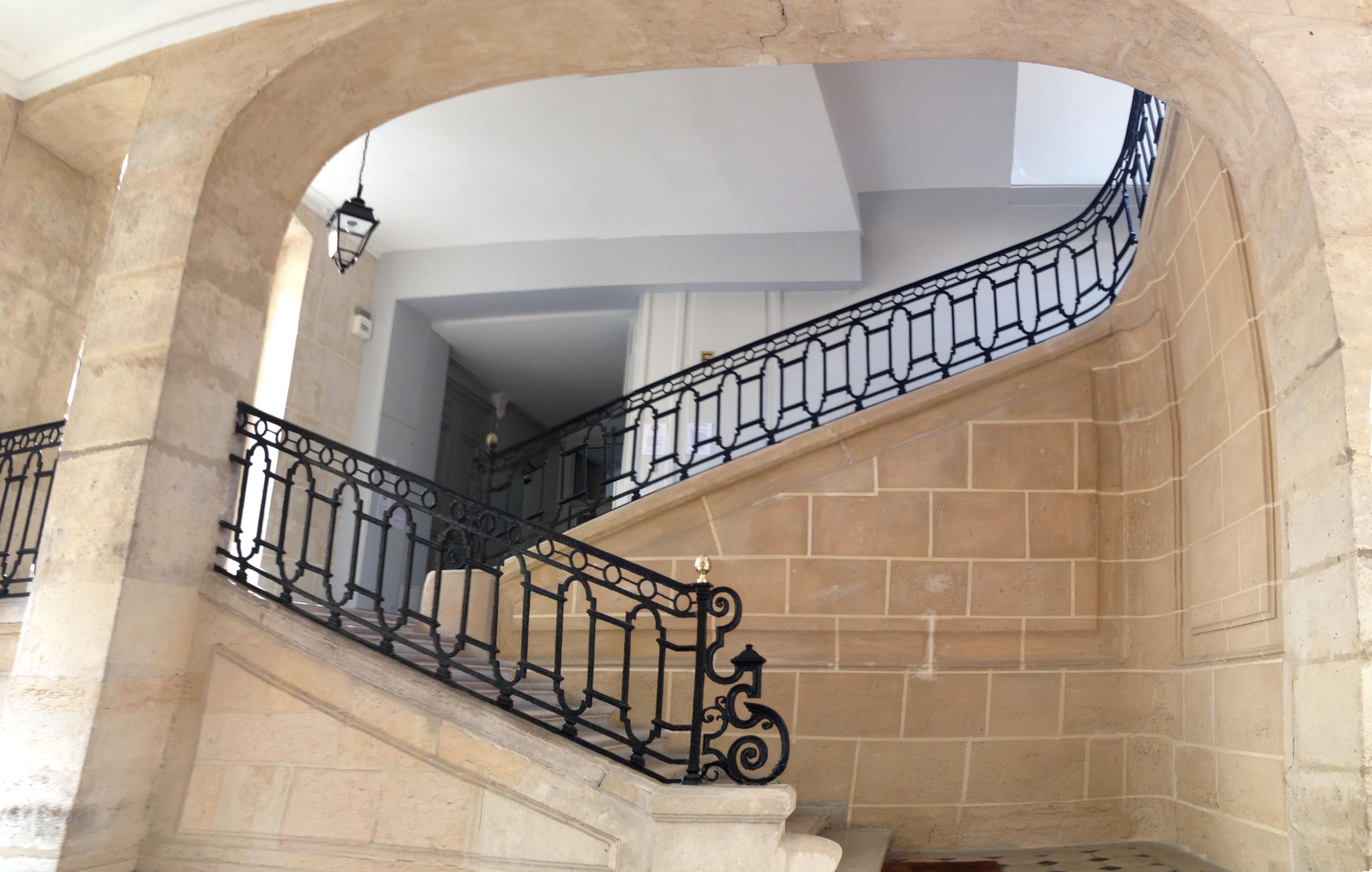
La escalera principal del Hôtel de Villeroy.

Está íntimamente ligado a la historia de la familia Neufville de Villeroy y a la historia del Reino de Francia.
Los primeros edificios se construyeron alrededor de 1370 en el lado de la rue des Bourdonnais.
Bajo Nicolás IV de Neufville de Villeroy, que fue uno de los ministros más importantes del Reino de Francia, fue embelleciéndose gradualmente, convirtiéndose en un alto lugar de la literatura. Su nieto Nicolás V de Villeroy lo mandó demoler para reconstruir en 1640 sobre las antiguas bodegas el actual Hôtel de Villeroy. La familia Villeroy vendió el hotel en 1671 a la familia Pajot & Rouillé, carteros. Posteriormente, propiedad de los grandes almacenes À la Belle Jardinière, el hotel, muy ruinoso en la época del agujero de Les Halles, estuvo a punto de ser víctima de una urbanización para dar paso a un gran aparcamiento. Por iniciativa de un particular, fue protegido in extremis por el ministro de Cultura endécembre 1984diciembre de 1984 , luego renovado.
La escalera principal ha conservado todo su carácter original. El hotel es una de las pocas residencias de carácter aristocrático que quedan en el suroeste del distrito de Les Halles, que existió a finales del siglo XVI y principios del siglo XVII inserto en una densa red de casas burguesas y populares.

## Época de Nicolás V de Villeroy

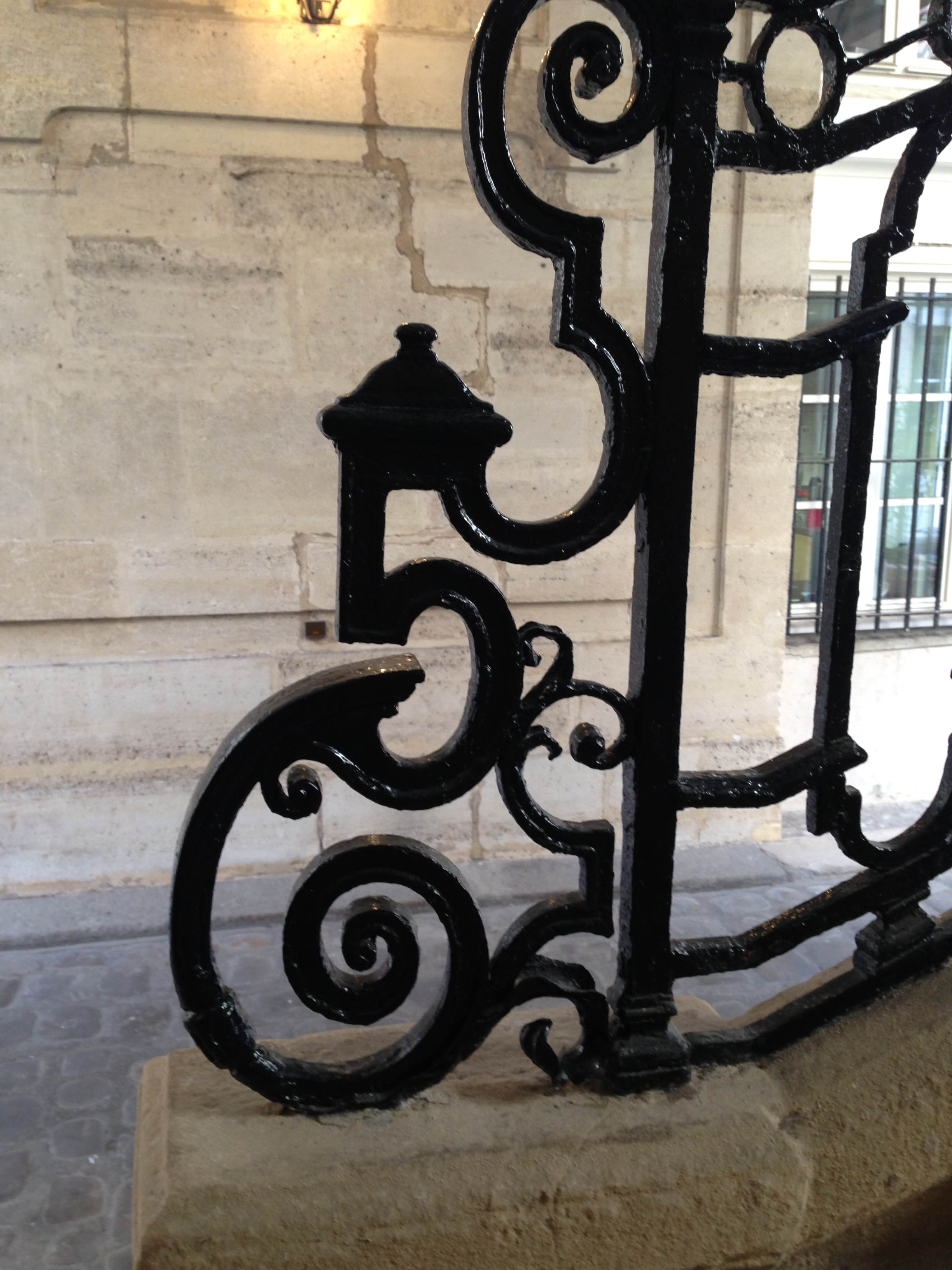
Detalle de uno de los dos 5 símbolos que se encuentran en la barandilla de la gran escalera.

Fue construido en 1640 por el duque Nicolás de Neufville de Villeroy (Nicolás V), mariscal de Francia.
El nombre del arquitecto sigue siendo desconocido hasta el día de hoy.
Nicolás V de Villeroy se crio en la corte del rey Luis XIII. Tras la muerte de este último, en 1646 se convirtió en educador del joven rey Luis XIV. El joven rey y su hermano, el príncipe Felipe de Orleans, vivían en el Palacio Real, pero iban a menudo al Hôtel de Villeroy, donde jugaban con los hijos de Nicolás V de Villeroy, Catherine Neufville de Villeroy y François de Neufville de Villeroy.
De esta infancia transcurrida entre el Palais-Royal y el Hôtel de Villeroy data para el rey Luis XIV una amistad de por vida con François de Neufville de Villeroy.
En su testamento, Luis XIV lo designa como educador de su sucesor, su bisnieto, el rey Luis XV .
Una señal de la presencia de Nicolás V de Villeroy es el número 5' que está forjado en la barandilla de la escalera principal, una escalera que hacia 1908 fue fotografiada por el fotógrafo Eugène Atget y que había fascinado a la diseñadora Coco Chanel en la década de 1920, un cliente de la Crémerie de París. La barandilla de la escalera todavía existe.

## Hotel de la Poste
Este hotel, que entre 1689 y 1738 albergó la primera oficina de correos de la historia de París, es poco conocido. Había un gabinete oscuro donde el rey Luis XV tomaba nota de ciertas cartas enviadas. En la época de los Halles de París, el hotel se utilizaba para almacenar productos alimenticios y en el lado de la Rue des Déchargeurs, se instaló una lechería en 1870.
Constituye hoy uno de los mayores complejos siglo XVII del centro de París. Su patio conecta 34 rue Bourdonnais con 9 rue des Déchargeurs . Fue catalogado como Monumento Histórico en 1984. El conjunto alberga ahora viviendas y el centro de exposiciones” Lechería de París".

## Guía telefónica del mundo
255 años después de la desaparición de la oficina de correos, el espíritu de las telecomunicaciones del antiguo Hôtel de la Poste está renaciendo. En 1993, la antigua Crèmerie de París, una tienda de quesos en el mercado de Halles Centrales, ubicada en el lado de la rue des Déchargeurs, se convirtió en un Centro del universo Sony que se transformó gradualmente en un Cybercafé. El café atrajo a un gran número de precursores de Internet, principalmente estadounidenses que viajaban a París, donde los hoteles aún no tienen conexión, y bajo su influencia se inventó aquí el sitio web "Guía telefónica del mundo", que fue utilizado por una audiencia internacional para encontrar números de teléfono de todo el mundo.

## Cremerie de París
La Crémerie de París está ubicada en el lado de la rue des Déchargeurs del edificio. Después de haber funcionado como quesería en la época de Pavillons Baltard en los Halles de París, durante cien años, de 1870 a 1970, luego como el primer Internet Café de París, de 1995 a 2005, la Crémerie fueen 2011, transformado en centro de exposiciones, dónd e se han organizado entre otras exposiciones:
- Junio 2012 : Nike Barber Shop,[6] organisée par la société d’équipement sportif américaine Nike.
- Septiembre 2012 : Boutique Adopte Un Mec,[7] organisée par le site internet français AdopteUnMec.
- Octubre 2012 : exposition et boutique éphémère UGG,[8] organisée par la marque américaine Deckers Outdoor Corporation.
- Junio 2013 : exposition de motos organisée par le constructeur britannique Triumph (entreprise).
- Julio 2013 : boutique éphémère G-Shock,[9] organisée par l'horloger japonais Casio.
- Octubre 2013 : exposition de lessives My Omo Store[10] organisée par Une Agence Américaine pour le groupe agroalimentaire anglo-néerlandais Unilever.
- Junio 2014 : exposition Pokémon.[11] Pokémon est un jeu vidéo créé au Japón par la société Nintendo. Présents à l'exposition, l'inventeur du jeu vidéo Pokémon Go et le compositeur de la musique de Pokémon, Junichi Masuda. La musique de Pokémon s'inspire de musique classique en particulier celle du compositeur russe naturalisé français, puis américain, Igor Stravinsky qui avait déjà des liens avec la Crémerie de París à travers la styliste Gabrielle Chanel et la famille Romanov.[12]
- Diciembre 2018 : Maison du Père Noël imaginée par Amazon. L'exposition est présentée dans la grande Crémerie de París (Hôtel de Villeroy) ainsi que dans les petites Crémeries de París avoisinantes. C'est la premier fois que le distributeur internet Amazon ouvre une boutique physique[13]
- Noviembre 2019 : retour des Pokémon, avec la marque textile Celio[14]
- Septiembre 2020 : premier boutique physique en France du géant de l'e-commerce chinois Alibaba Group avec une boutique éphémère Aliexpress décorée par Tania Demayo,[15][16][17]
- Abril 2022 : lancement du manga Sakamoto Days par l'éditeur Glénat[18]
- Diciembre 2023: Lanzamiento de una edición limitada de whisky escocés por Chivas Regal en colaboración con el artista francés Dolly Cohen. El evento está organizado por el segundo grupo de vinos y licores más grande del mundo. Pernod_Ricard.[19] [20]

La mayoría de estas exposiciones estuvieron acompañadas de rodajes cinematográficos retransmitidos por todo el mundo. La puerta del Hôtel de Villeroy aparece a menudo en películas, como un guiño a la rica historia del edificio.

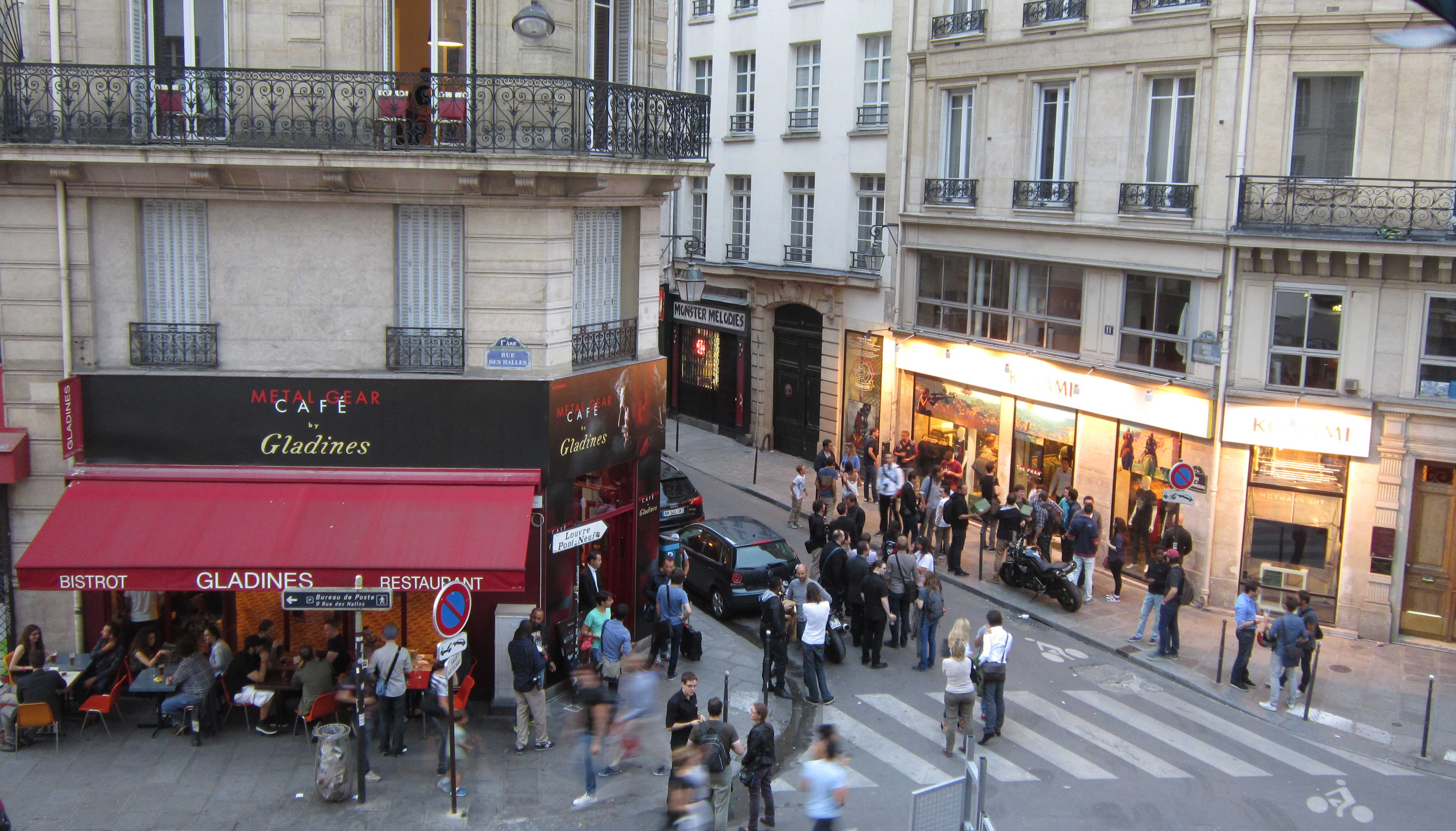
Crèmerie de París n°1, n°3 y portal del Hôtel de Villeroy Bourbon, el 26 de agosto de 2015, durante el lanzamiento del Video Games Metal Gear by Brainwash para el grupo japonés Konami.

## Rodajes
La Crémerie de París simulo ser una joyería  el 17 de nero de 2017 en Gratis ! por Pierre Salvadori .
así como en un gimnasio frecuentado por la actriz Lily Collins el 22 de agosto de 2019para el rodaje de Emily en París de Darren Star.

## Grandes hoteles del mundo
El sitio web "Grandes hoteles del mundo está editado desde el Hôtel de Villeroy. Este l sitio proporciona información cultural sobre los palacios más famosos del mundo. El logo del sitio está inspirado en el número 5 forjado en la escalera del hotel.